# Raúl Martínez Crovetto
Raúl Martínez Crovetto (Buenos Aires, 1921 - 1988) foi um engenheiro agrônomo, etnólogo e botânico argentino.
Foi recebido pela Faculdade de Agronomia e Veterinária da Universidade de Buenos Aires, se dedicou as pesquisas e foi bolsista do Governo da França e do CNRS.
Em 1959, assumiu como professor titular na Universidade Nacional do Nordeste, Corrientes, na cátedra de Fitogeografia. O rico acervo etnográfico e folclórico do litoral agentino influiu em sua vocação, especializando-se em  Etnobotânica e interessando-se na Etnografia.
Sua primeira publicação sobre este tema se refiriu sobre a nação Toba da zona oriental da Província del Chaco. Empreendeu numerosas viagens pelo sul e pela América central, conectando-se com indígenas que conservavam ainda suas tradições ancestrais.
Legou publicações com numerosas listas de nomes e modos de uso dos recursos naturais dos primeiros habitantes do país. 
Em relação a Terra do Fogo, reconheceu 182 espécies botânicas.
Em 1967 fundou a revista "Etnobiológica", onde foram publicados vários trabalhos de sua autoria.